# Maciej Zacharzewski
Maciej Zacharzewski (ur. 10 listopada 1982 w Elblągu) – polski aktor, absolwent Państwowej Wyższej Szkoły Teatralnej w Krakowie. Ma brata bliźniaka, Marcina.

## Filmografia
- 2020: Pętla jako Jewgienij Rysicz „Żenia”, brat „Alexa”
- 2019: W rytmie serca jako Paweł (odc. 62)
- 2018-nadal: Na dobre i na złe jako Jakub Grabski
- 2017: O mnie się nie martw jako rehabilitant
- 2014–2018: Klan jako Roman
- 2014–2015: Barwy szczęścia jako policjant
- 2014: Komisarz Alex jako Jacek Leman (odc. 69)
- 2013: Lekarze jako policjant (odc. 28)
- 2011: Szpilki na Giewoncie jako recepcjonista (odc. 27)
- 2010–2018: M jak miłość jako Leszek i detektyw
- 2009: Niania jako boy hotelowy
- 2009: Teraz albo nigdy! jako student
- 2009: Teraz i zawsze jako Krzysiek
- 2008: Wydział zabójstw jako Ryszard Plewiński
- 2008–2009: BrzydUla jako brat Kuby
- 2007: Fala zbrodni
- 2006–2013: Pierwsza miłość jako kumpel, Krzysztof, chłopak Kaliny i dealer
- 2006–2019: Na Wspólnej jako kolega, Bartosz Ogonowski i dziennikarz